# Bartkův mlýn
Bartkův mlýn v Nivnici v okrese Uherské Hradiště je vodní mlýn, který stojí na potoce Nivnička. Od roku 1993 je chráněn jako nemovitá kulturní památka České republiky.
Mlýn je považován za možný rodný dům Jana Amose Komenského. Roku 1942 zde byla umístěna jeho pamětní deska.

## Historie
Mlýn je zmíněn roku 1592, kdy jej vlastnil svobodný pán Meynhart a zodpovědným za mletí a chod mlýna byl Martin Komenský z Uherského Brodu, jehož manželka Anna pocházela z Nivnice. Do roku 1609 je zde uváděn Arkléb z Kunovic a od roku 1610 Menhart Ecdorf; v té době měl mlýn 2 kola.
V roce 1809 mlýn koupil František Vařecha, jehož rodina jej vlastnila do roku 1908. Nový vlastník Viktor Vaculík mlýn renovoval. Další majitel Karel Bartek instaloval v roce 1918 plynový motor a roku 1934 jej kompletně přestavěl na válcový mlýn.
Mlýn mlel do poloviny 70. let 20. století, později se ve mlýně šrotovalo.

## Popis
Areál vodního mlýna má jádro z 16. století. Tvoří jej obytná stavba a přilehlé hospodářské stavení. V interiéru se dochovalo technologické zařízení firmy Jos. Prokop a synové, Pardubice z roku 1947. Část mlýna je postavena z kamene, část z cihel.
Voda na vodní kolo vedla od jezu náhonem; jez i náhon byly společné pro mlýny čp. 99 (Bartkův), čp. 3 (Dolní) a čp. 85 (Horní). Dochovalo se umělecké složení mlýna. V roce 1930 měl mlýn 1 kolo na vrchní vodu (spád 4,5 m, výkon 7 HP). Z kola zůstala litinová hřídel a zbytky dřevěných částí.